# Tetrosomus gibbosus
Tetrosomus gibbosus es una especie de peces de la familia Ostraciidae en el orden de los Tetraodontiformes.

## Morfología

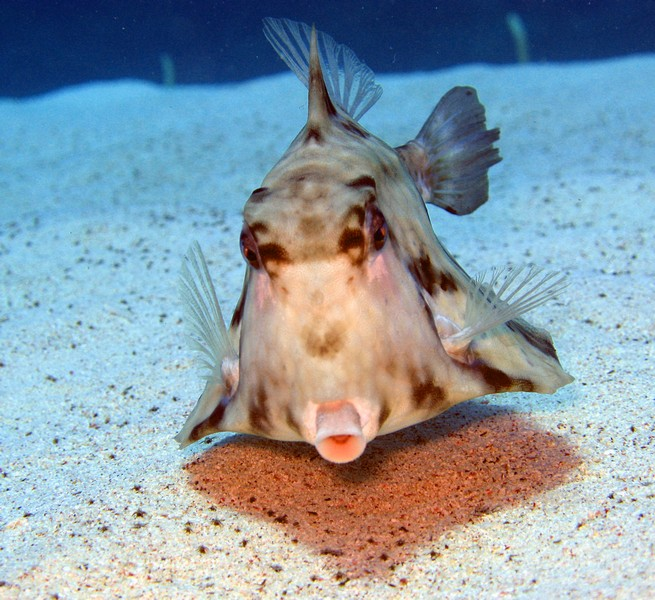
Tetrasomus gibbosus (Sinaí, Egipto)

Los machos pueden llegar alcanzar los 30 cm de longitud total.

## Alimentación
Come invertebrados  bentónicos.

## Hábitat
Es un pez de mar de clima tropical y asociado a los  arrecifes de coral que vive entre 37-110 m de profundidad.

## Distribución geográfica
Se encuentra desde el Mar Rojo (desde donde ha emigrado al Mediterráneo a través del Canal de Suez) y el África Oriental hasta Indonesia, el sur del Japón y el norte de Australia.